# NGC 1213
NGC 1213 è una galassia a spirale di tipo magellanico situata nella costellazione di Perseo, a una distanza di circa 157 milioni di anni luce dalla nostra Via Lattea.

## Scoperta
La galassia è stata scoperta il 14 ottobre 1884 dall'astronomo statunitense Lewis Swift. Il 10 gennaio 1891 è stata poi osservata e descritta dall'astronomo francese Guillaume Bigourdan e aggiunta all'Index Catalogue con il codice IC 1881.

## Descrizione
NGC 1213 ha una classe di luminosità IV-V e presenta una larga riga a 21 cm dell'idrogeno neutro.
Data la sua luminosità superficiale pari a 15,40, NGC 1213 può essere classificata come una galassia a bassa luminosità superficiale (nella letteratura in lingua inglese abbreviata in LSB, acronimo di Low Surface Brightness). Le galassie LSB sono galassie di tipo diffuso (D) con una luminosità superficiale inferiore di almeno una magnitudine a quella del cielo notturno circostante.

## Supernova
Il 18 agosto 2012, all'interno di NGC 1213 è stata scoperta la supernova SN 2012eg dall'astronomo amatoriale britannico Tom Boles. La supernova è stata classificata di tipo Ia.